# Translocación (vida silvestre)

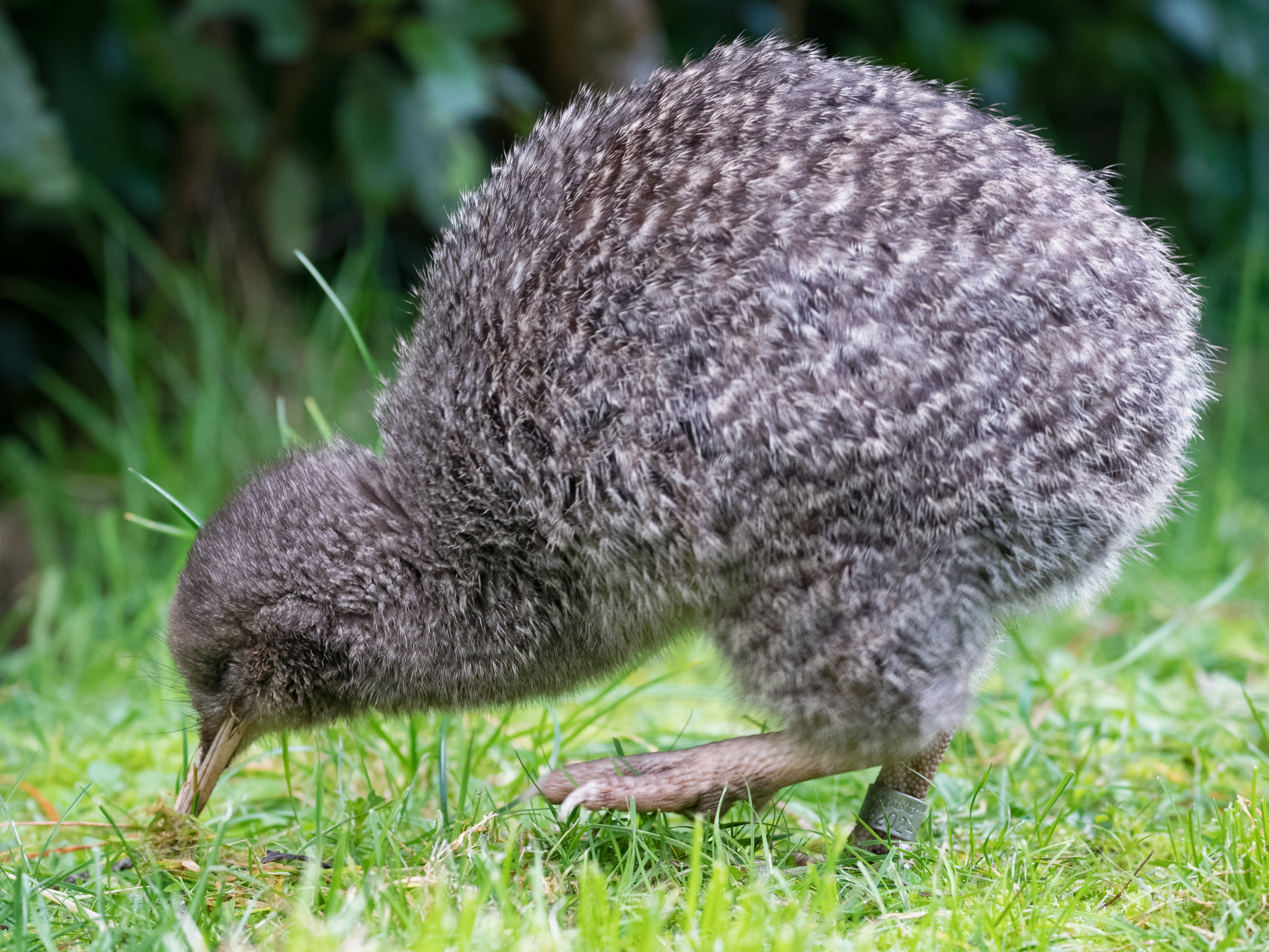
En la imagen se observa un pequeño Kiwi manchado, en el Eco Santuario de Wellington, en Nueva Zelanda, forrajeando durante el día, lo cual es inusual.

En gestión de vida silvestre se conoce como translocación o relocalización a un procedimiento por el cual se trasladan especímenes de un determinado taxón (mudanza que puede ser de solo un único individuo hasta toda una población) desde un determinado lugar geográfico donde habitaba en forma silvestre a otra área silvestre. En una acepción algo distinta respecto a esta definición, se la emplea para identificar a los traslados de individuos de un taxón nativo de un país hacia otras zonas del ámbito nacional pero fuera de las áreas de distribución natural conocidas (haciendo una diferenciación para las poblaciones así logradas respecto de las de taxones exóticos de toda la geografía de dicho país), inconveniente que debe ser correctamente identificado y subsanado, adecuando las leyes internas de protección, para restar amparo legal a esas poblaciones no genuinamente nativas que, en ocasiones, pueden afectar a las especies locales genuinamente nativas, en especial en los casos de endemismos.

## Generalidades
La translocación puede tener un fin 
conservacionista, para salvaguardar ejemplares de especies protegidas o amenazadas, o bien, estar relacionado con otros objetivos, como ornamentales y, especialmente, cinegéticos, al trasladarse animales desde zonas donde son abundantes o causan perjuicios hacia emprendimientos de caza o cotos. En el caso de biota nativa, el individuo o población traslocada debe pertenecer a la misma subespecie y unidad de manejo que la que presenta o presentaba la localidad de destino.
Los apresamientos se realizan mediante una profusión de técnicas y artefactos de captura viva, desde los que retienen ejemplares individuales (como las trampas de carnívoros) a los que lo hacen con grupos numerosos en la misma acción (como las trampas para capturar jabalíes y pecaríes), así como por medio de redes o cercos en el caso de mamíferos de espacios abiertos.
En el caso de especies grandes, sensibles y en peligro de extinción, se utilizan dardos anestésicos y rápida asistencia de veterinarios de campo, para reducir al máximo el porcentaje de mortandad. Para asegurar el éxito del procedimiento se suelen ajustar a los ejemplares liberados en el nuevo hábitat, dispositivos para seguimiento mediante teledetección.

## Causas en las que se utilizan traslocaciones
En determinados acontecimientos, la traslocación es el procedimiento más habitualmente utilizado. Es mayoritaria en el rescate de fauna en general y flora de alto valor conservacionista, como medida de mitigación para atenuar los daños ambientales que ocurren al inundarse enormes superficies cuando ocurre la formación del embalse que alojará los volúmenes acuáticos que permitirán el funcionamiento de grandes represas hidroeléctricas.
Las traslocaciones son muy frecuentes cuando se capturan animales silvestres en áreas suburbanas; luego de constatar un buen estado de salud, se libera los ejemplares en áreas naturales o reservas de la zona. Lo mismo ocurre con ejemplares extraviados, los que aparecen por fuera de sus ambientes normales, como ocurre cuando penetran en cursos fluviales pingüinos, pinnípedos, tortugas marinas, etc.
En ocasiones, se aplican bajo condiciones de urgencia, como ocurre con carnívoros cuando entran en conflicto con ganaderos o para el caso de especies herbívoras que destruyen cultivos. Un ejemplo ocurre con los elefantes, cuando sus efectivos superan los números que las reservas naturales pueden sostener, invaden áreas agrícolas de los alrededores. Para evitar el conflicto con los pobladores, se recurre a traslocaciones hacia áreas con buena potencialidad para la especie, donde la misma presenta aún bajos números o ha sido extirpada.

## Riesgos
Este técnica encierra algunos potenciales riesgos, tanto para los ejemplares trasladados como para la población en la biocenosis receptiva o para las comunidades humanas de dicha zona. Uno de los problemas es que los trasladados no sobrevivan al procedimiento, por niveles de estrés insostenibles, traumatismos, incidencias térmicas, etc. También puede ocurrir como consecuencia del desconocimiento de plantas venenosas, por carecer de anticuerpos contra patógenos locales, o que no logren adaptarse al nuevo espacio, al carecer este de sus alimentos habituales, o estar su nicho ecológico ya ocupado por ejemplares de su misma especie o de otras. Es un resultado frecuente en el caso de especies de hábitos de vida territoriales y comportamientos intragenéricos agresivos.
Otro riesgo es que junto con los animales trasladados también viajen parásitos o enfermedades subyacentes, que pueden estar enmascaradas y no ser percibidas por los veterinarios. Esto puede afectar seriamente a las poblaciones receptoras, que pueden carecer de las defensas apropiadas, con el desenlace de mortandades masivas y epidemias.
El animal trasladado puede no ser bienvenido por los productores agropecuarios o los pobladores del área de acogida, esto ocurre cuando se trata de plagas de la agricultura, predadores de ganado o un riesgo para las personas. Para evitar actitudes hostiles, antes del traslado se debe realizar un intenso trabajo de difusión en las localidades, promoviendo las necesidades y  ventajas del programa, que este sea comprendido, aceptado y apoyado por las comunidades locales, a la vez que implementar algún tipo de compensación económica para los productores damnificados.